# Lenka Masná
 Lenka Masná  (Nový Jičín, 22 april 1985) is een Tsjechische middellangeafstandsloopster, die gespecialiseerd is in de 800 m. Ze nam eenmaal deel aan de Olympische Spelen, maar won hierbij geen medailles.

## Biografie
In 2010 kon Masná zich plaatsen voor de finale van de 800 m op de Europese kampioenschappen in Barcelona. In deze finale eindigde zij op de zesde plaats. Jaren later werd deze plaats opgewaardeerd naar een vijfde, nadat was gebleken dat winnares Maria Savinova doping had gebruikt.  
Op de Olympische Zomerspelen 2012 in Londen werd ze uitgeschakeld in de series met een tijd van 2.08,68.
Masná was succesvoller bij de wereldkampioenschappen van 2013 in Moskou. Ze eindigde als vijfde in haar series met een seizoensbeste tijd van 2.00,31, waardoor ze als laatste tijdsnelste door mocht naar de halve finales. In die halve finale liep ze een persoonlijk record van 1.59,56, wat haar de vijfde plaats opleverde. Dit was snel genoeg om wederom als tijdsnelste door te gaan. In de finale zelf liep ze 2.00,08 en eindigde ze als laatste.
Masná bereikte voor de tweede maal een WK-finale bij de wereldindoorkampioenschappen van 2014 in Sopot. Ze eindigde in de finale van de 800 m als vijfde. 

## Persoonlijke records
Outdoor
| Afstand | Prestatie | Datum            | Plaats      |
| ------- | --------- | ---------------- | ----------- |
| 800 m   | 1.59,56   | 16 augustus 2013 | Moskou      |
| 1000 m  | 2.38,01   | 17 mei 2009      | Pliezhausen |

Indoor
| Afstand | Prestatie | Datum            | Plaats |
| ------- | --------- | ---------------- | ------ |
| 400 m   | 53,73     | 26 februari 2012 | Praag  |
| 800 m   | 2.01,25   | 7 maart 2014     | Sopot  |
| 1000 m  | 2.42,05   | 16 januari 2015  | Praag  |
| 1500 m  | 4.18,86   | 28 februari 2010 | Praag  |

## Palmares

### 800 m
Kampioenschappen
- 2009: 5e EK teams - 2.00,10
- 2009: 6e in ½ fin. WK - 2.02,55
- 2010: 2e in serie WK indoor - 2.03,59
- 2010: 5e EK – 1.59,91 (na DQ Maria Savinova)
- 2011: 3e in serie EK indoor - 2.06,05
- 2012: 4e in serie WK indoor - 2.03,08
- 2012: 5e in serie EK - 2.05,75
- 2012: 5e in serie OS - 2.08,68
- 2013: 8e WK - 2.00,09
- 2014: 5e WK indoor - 2.02,46

Diamond League-podiumplekken
- 2014:  Qatar Athletic Super Grand Prix – 2.00,20